# Chiesa dei Santi Nicolò ed Erasmo
La chiesa dei Santi Nicolò ed Erasmo è un luogo di culto cattolico situato nel quartiere di Voltri, nel comune di Genova. L'edificio è sede della comunità parrocchiale omonima del vicariato di Pra'-Voltri-Arenzano dell'arcidiocesi di Genova

## Storia
Nel luogo ove oggi sorge, venne edificata nel tredicesimo secolo una cappella dedicata a sant'Erasmo, protettore dei marinai, su iniziativa degli ospedalieri di Pré.
Nel Seicento, a seguito dell'accresciuta importanza del borgo di Voltri, la popolazione ne decise l'ampliamento. Il progetto fu affidato agli architetti Francesco da Novi e da G.B. Ghiso. Furono realizzati la sacrestia, il coro e l'altare maggiore, costruito nel 1667 da G.B. Casella e Dionisio Corte con preziosi intarsi in marmo. La conclusione fu nel 1714 con l'elevazione della cupola emisferica.
La chiesa possiede un'importante collezione di pittura genovese del seicento. Fra le opere ospitate si ricordano:
- Domenico Piola, Annunciazione, Dio Padre, Spirito Santo e il Cristo di Pietà con la Vergine e le anime del purgatorio
- Giovanni Andrea Ansaldo, Viatico di santa Lucia, Processione di san Carlo Borromeo, Martirio di sant'Andrea
- Orazio De Ferrari Martirio di san Sebastiano, Madonna con Bambino e i santi Rocco, Apolonnia, Agata e Cristoforo
- Lorenzo Bertolotto, San Filippo Neri in contemplazione della Vergine con il Bambino
- Francesco Campora, Madonna con Bambino, san Giovannino e i santi Nicolò ed Erasmo

Notevole è la cappella a destra dell'altare maggiore, dalla sfarzosa decorazione barocca in marmi policromi dedicata alla Madonna del Rosario. L'altare maggiore ospita, fra colonne tortili in marmo rosso, la Vergine del Rosario di Domenico Parodi, mentre alle pareti, incorniciate dai pregevoli intarsi marmorei, le dieci tele con i Misteri del Rosario di Domenico Piola.

## Galleria d'immagini

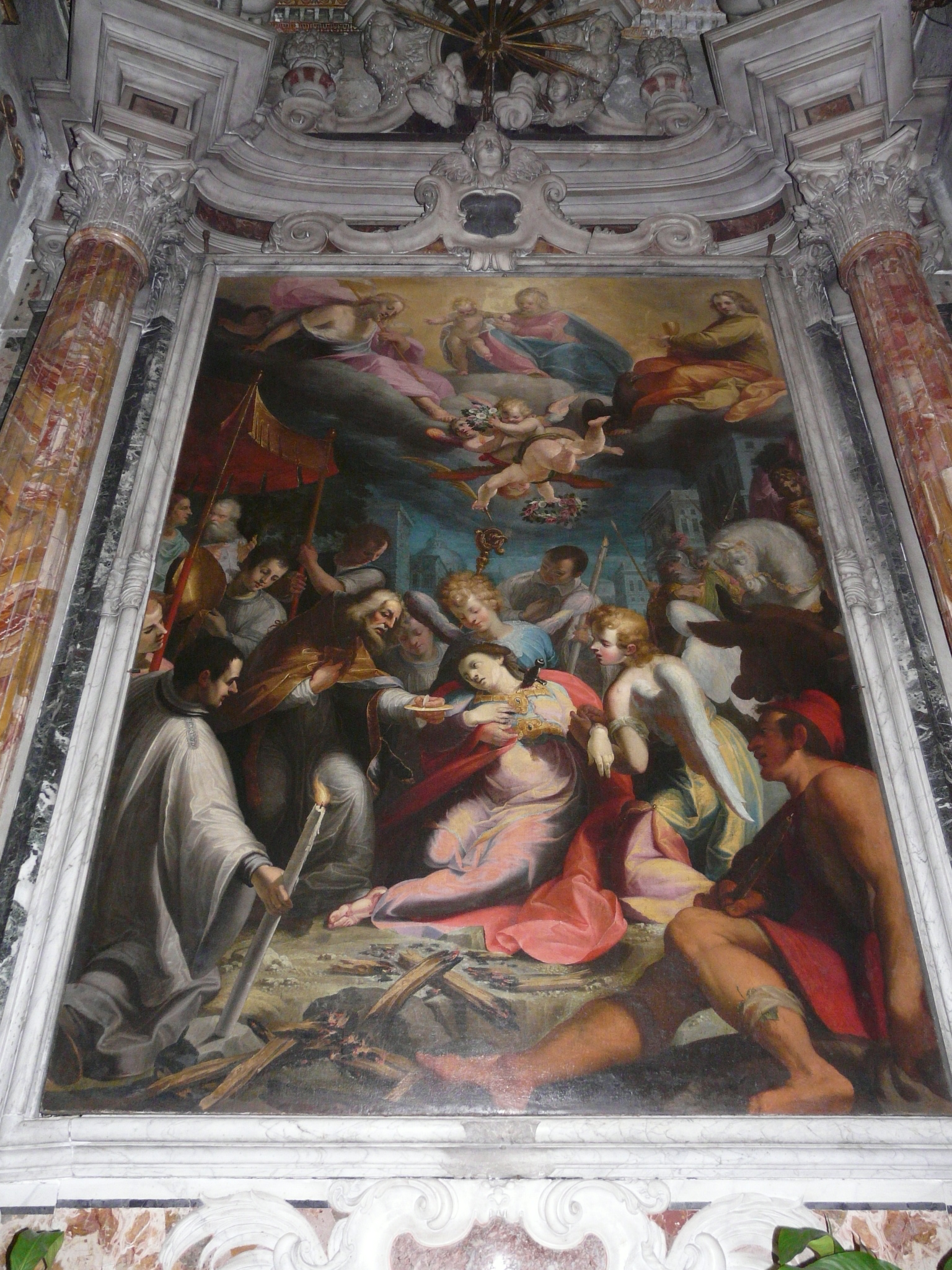
Viatico di santa Lucia, Giovanni Andrea Ansaldo
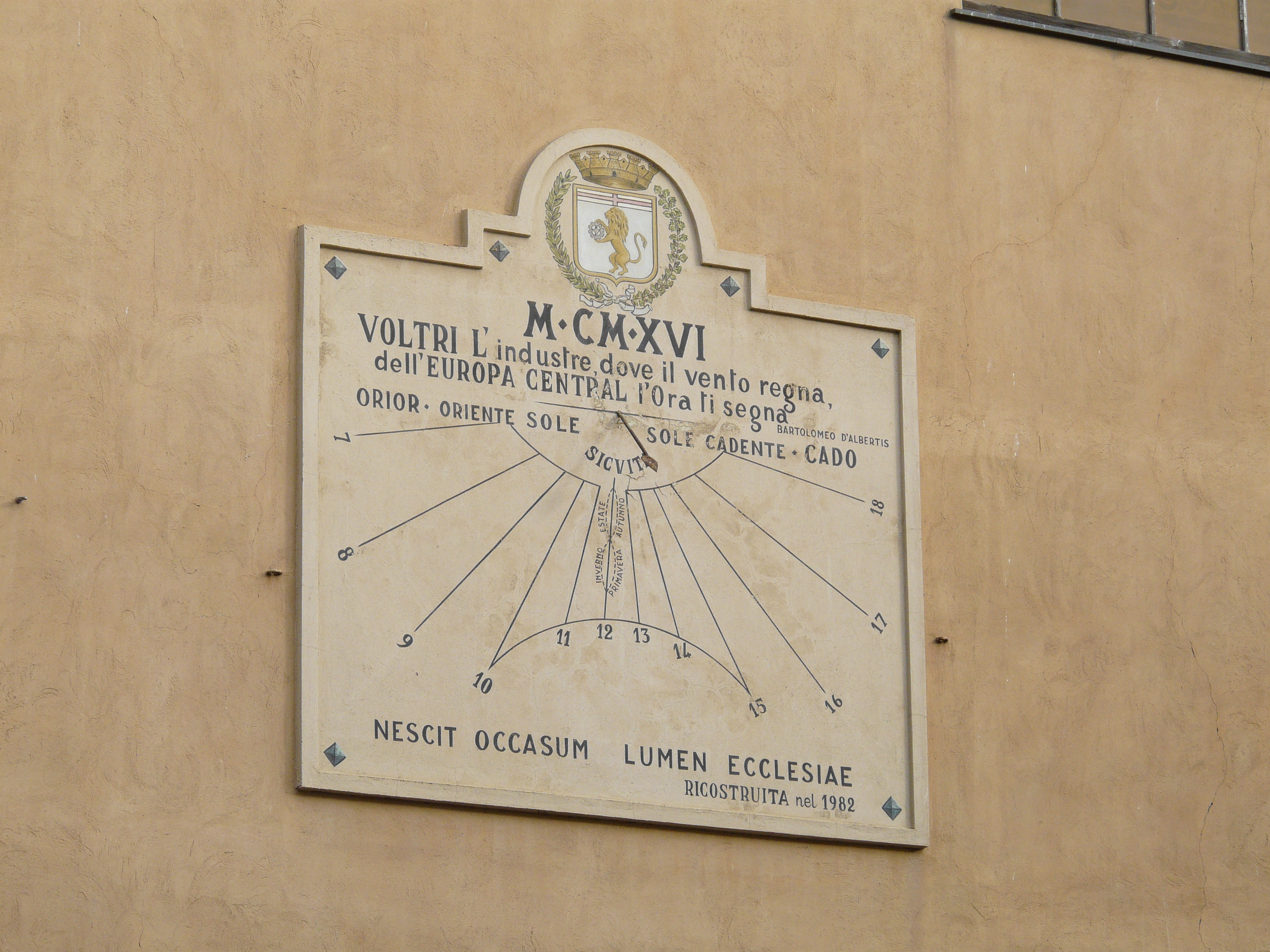
Meridiana
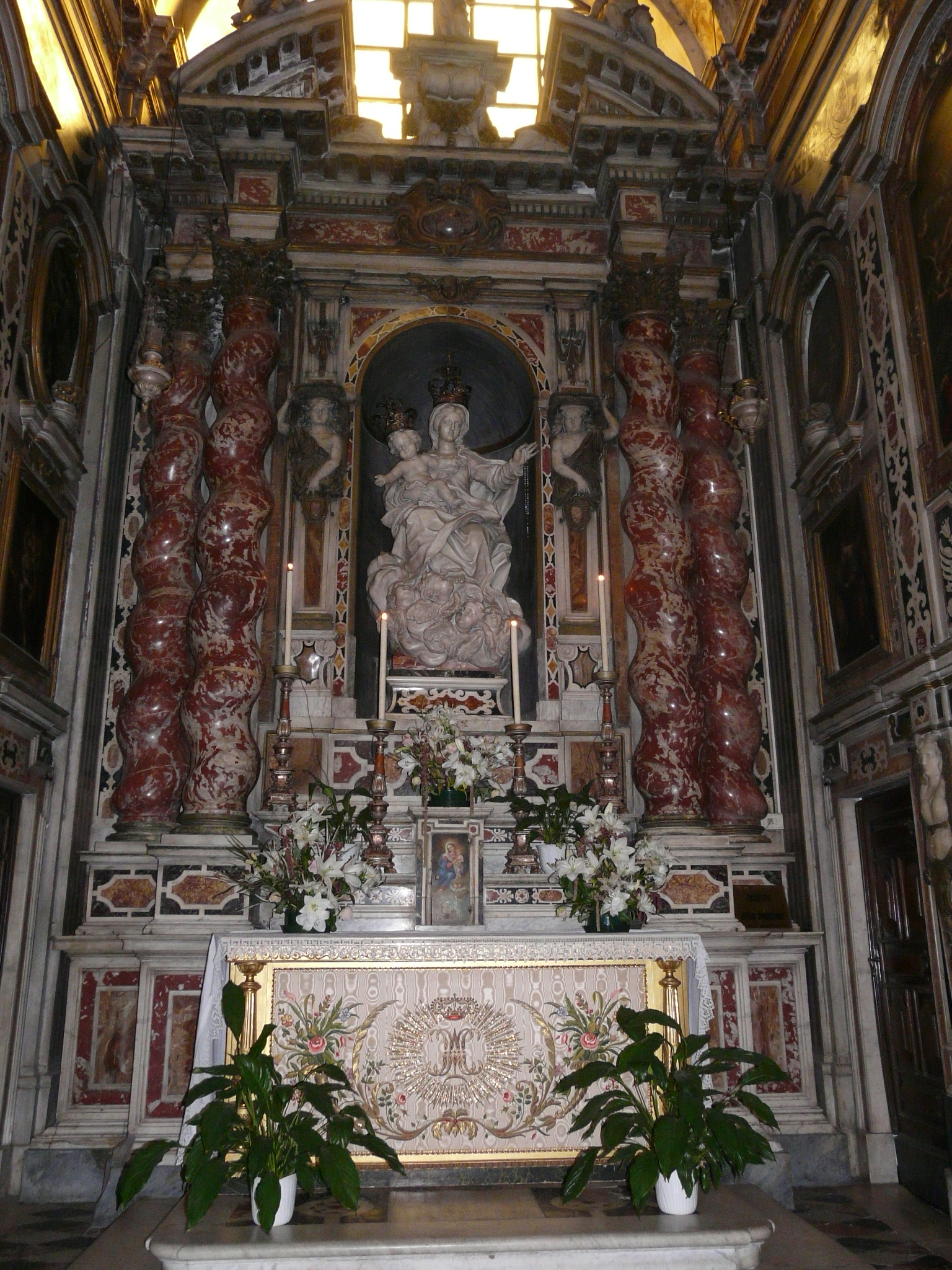
Vergine del Rosario di Domenico Parodi